# Francesco Capella
Francesco Capella (dit Daggiù ; Venise, 5 juin 1711, Bergame, 1784) est un peintre vénitien qui fut actif au XVIIIe siècle.

## Biographie
Francesco Capella a été surnommé Daggiù depuis ses débuts et parfois il est cité  comme Francesco Daggiù dit « il Cappella ».
Il a commencé sa formation dans l'atelier de Giovanni Battista Piazzetta, peintre renommé actif à Venise. Cet apprentissage influença durablement son style.
Ses premières peintures consistaient souvent dans l'achèvement de fresques de son mentor vu que les deux styles étaient fortement similaires. En effet aucun travail de sa main n'est documenté avant 1746. 
Dans la période 1744-1747, Francesco Piazzetta s'est inscrit  à la  Fraglia des peintres vénitiens et sa renommée est déjà forte en 1747 et lui permit d'être connu dans la ville de Bergame où le comte Giacomo Carrara, fondateur de l'Académie Carrara, décida de lui confier divers travaux.
Francesco Capella commença donc à s'implanter à Bergame où il travailla au service de l'aristocratie locale comme les Carrara et la famille des comtes Albani, pour laquelle il réalisa un grand nombre de peintures, fresques et allégories dans diverses villes de la province de Bergame.
Sa renommée ne cessa de grandir et il finit par être considéré comme un élément majeur de l'école vénitienne ce qui lui permit de travailler dans le milieu religieux, peignant de nombreuses peintures, fresques et retables pour les édifices religieux de la province de Bergame.
Francesco Capella n'abandonna pas sa région natale. En 1755 et en 1760 sa présence est documentée parmi les membres du collège de l'Académie de Venise attestant de l'éminente position acquise.
La majorité de ses commandes provenant de la région de Bergame, en 1757 il décida de s'établir définitivement à Bergame et d'y ouvrir un atelier complété par la suite par une école de peinture qui a été fréquentée par un de ses fils. La quantité élevée des commandes l'incita à se faire assister dans ses travaux par certains de ses élèves.
Son activité continua jusqu'à la fin des années 1770, période où le peintre se retira de la vie active.
Francesco Capella est mort à Bergame, en 1784, à l'âge de 73 ans.
Divers tableaux de sa composition sont visibles au musée Museo Poldi Pezzoli à Milan.

## Principales œuvres
- Immacolata Concezione, Santa Margherita, il beato Guido Vagnottelli e le anime del purgatorio (1747), église de Sant'Andrea à Cortona (maintenant la Villa Tommasi, de la localité de Metelliano).
- Santi adoranti, La Croce, et Santa Lucia e Sant' Apollonia (1749), Basilica di San Martino di Alzano Lombardo.
- Immacolata Concezione (1749), église San Giuseppe, Bergame.
- Transito di S. Giuseppe (1749), Museo Diocesano, Bergame.
- Miracolo di San Francesco di Paola (1750), église San Filippo di Cortona, Arezzo.
- Madonna e San Giovanni Nepomuceno (1750), Longarone, Belluno.
- Autoportrait (1756), Académie Carrara, Bergame.
- Maddalena nel deserto (1757),
- Immacolata (1758), église de Tagliuno.
- Fresques (perdues) (1758), église d'Urgnano.
- Lavanda dei piedi et L'ultima Cena (1760), église de Bottanuco.
- Toiles, église d'Oleno (1761), Dalmine.
- San Giovanni Crisostomo (1761), Basilique Santa Maria Maggiore de Bergame.
- Battesimo di Cristo et San Pietro e l’Angelo (1761), Bonate Sopra.
- Madonna che porge lo scapolare al Beato Simone Stock e a Papa Onorio III et la Crocifissione tra i Santi Valentino e Bonifacio (1761), église Santa Maria Assunta, Calcinate.
- Quattro Santi (1761), Gorno.
- Discesa dello Spirito Santo (1761), Alzano Lombardo.
- Martirio dei Santi Gervasio e Protasio (1761), Vercurago.
- Sant' Antonio di Padova col Bambino (1761), maison du clergé à Bergame.
- Deux toiles, , (1761), église Beata Vergine dello Spasimo, Bergame.
- Martirio di Santo Stefano (1762), Carobbio degli Angeli.
- Santo Stefano in atto di ricevere il Martirio (1762), église San Bartolomeo, Bergame.
- Cristo sulla via del Calvario (1762), (Chiuduno),
- Madonna del Rosario e i santi Domenico e Caterina (1762), Chignolo d'Isola.
- Vergine in trono col Bambino e i Santi Luigi Gonzaga e Stanislao Kostka, Bariano. *Peintures (1762), église de la Pietà, Venise.
- Madonna e Santi (1762), Musée de Boston.
- beato Gregorio Barbarigo (1762), Bergame.
- San Giovanni Nepomuceno (1762), église Sant' Anna, Bergame
- Disputa di Gesù nel tempio (1762), Cologno al Serio.
- Sacra Famiglia (1762), Lugano.
- Sant'Agostino et Santa Monica, église Santo Spirito, Bergame.
- Annunciazione, église Santa Caterina, Bergame.
- San Pietro appare a San Leone, église paroissiale de Cenate Sopra.
- Annunciazione et la Fuga in Egitto, Desenzano al Serio, Albino.
- Abigail placa Davide, Basilica di San Martino, Alzano.
- Via Crucis et Gesù scaccia i mercanti dal tempio, église paroissiale, Urgnano.
- L'imperatore Valentianiano davanti a San Martino nella Chiesa di San Martino a Sarnico.
- Presentazione al tempio della Vergine et Transito della Vergine, Vilminore di Scalve.
- Misteri, Villongo San Filastro.
- Nascita e la Presentazione di Maria, Brembate di Sopra.
- Incontro di Cristo con la Madre, église Sant'Alessandro della Croce, Bergame.
- Madonna lisant, Ca' Rezzonico Venise
- Portraits de la Vierge, église paroissiale de Suisio et de Cornale, Pradalunga.
- Fresques, chapelle de la « Madonna del Rosario », église paroissiale de Bottanuco.

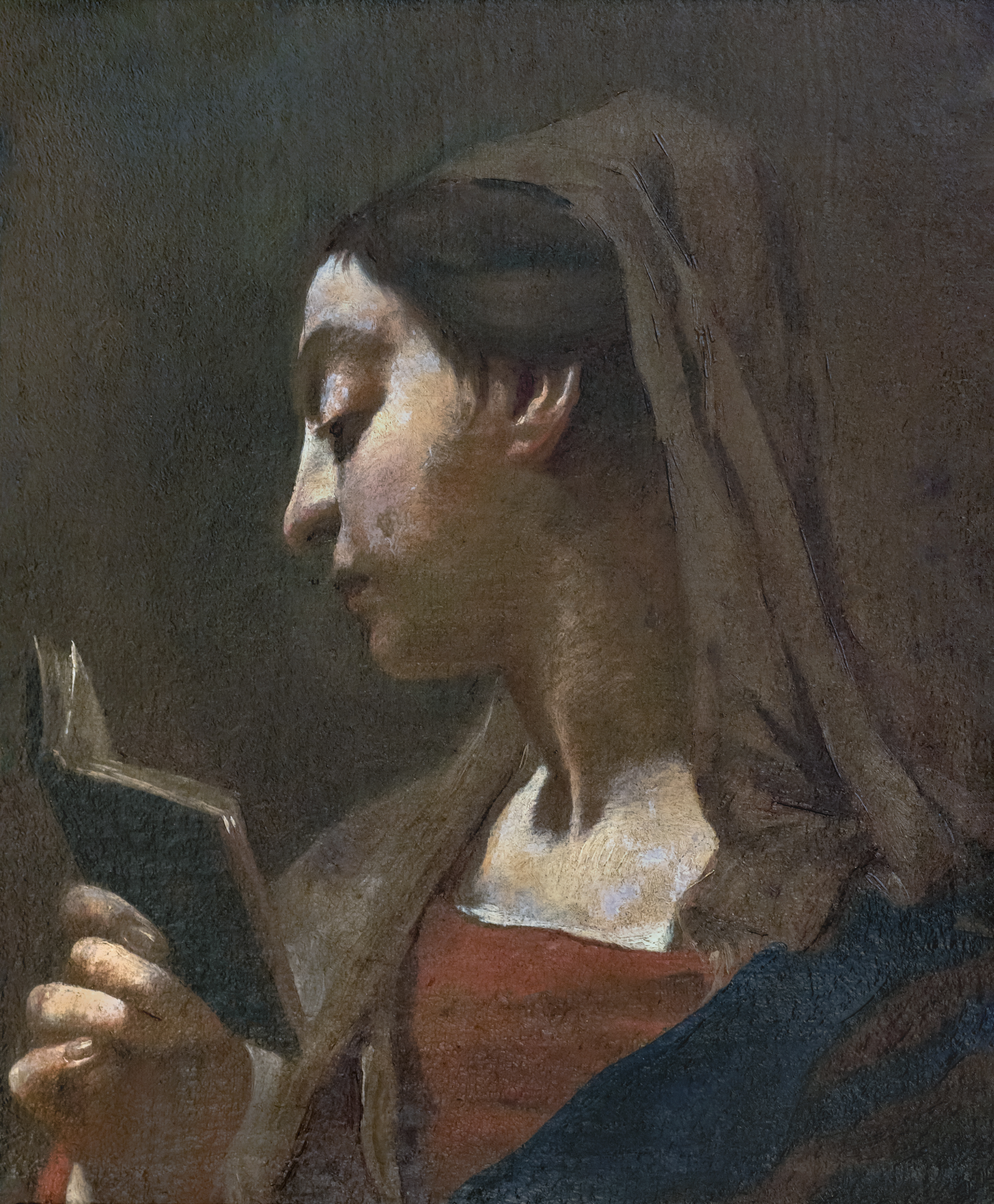
Madone lisant Ca' Rezzonico Venice
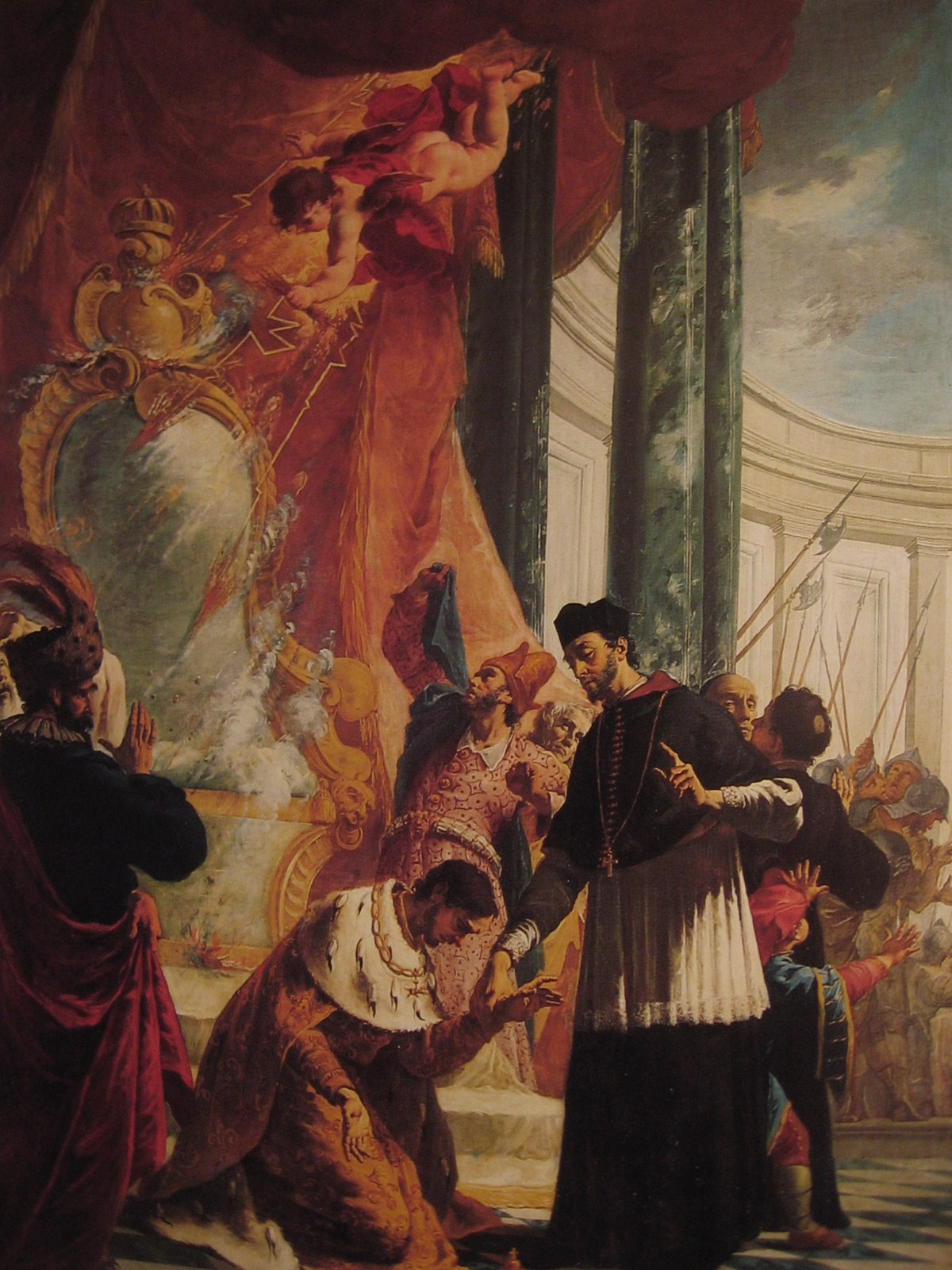
L'empereur Valentinien devant saint Martin, église San Martino, Sarnico, Bergame.